# 费拉勒莱蒙塔涅
费拉勒莱蒙塔涅（法語：Ferrals-les-Montagnes，法語發音：[fɛʁal le mɔ̃taɲ]）是法国埃罗省的一个市镇，属于贝济耶区

## 地理
费拉勒莱蒙塔涅（43°24'8"N, 2°37'53"E）面积25.78 平方千米，位于法国奧克西塔尼大區埃罗省，该省份为法国南部沿海省份，南濒地中海，西南接奥德省，西北接塔恩省和阿韦龙省，东北与加尔省接壤。
与费拉勒莱蒙塔涅接壤的市镇（或旧市镇、城区）包括：鲁艾鲁堡、拉卡巴雷德、布瓦塞、卡萨尼奥勒、拉利维尼耶尔、韦尔里德穆桑。

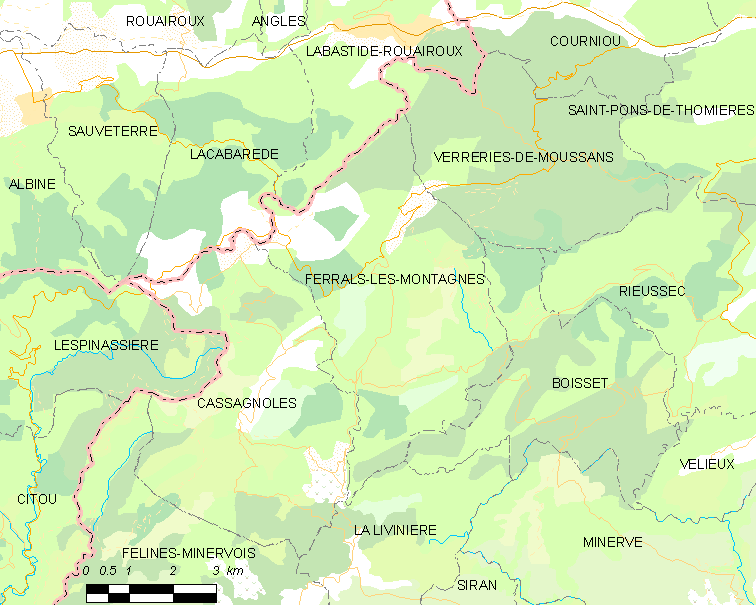
费拉勒莱蒙塔涅的OSM定位图

费拉勒莱蒙塔涅的时区为UTC+01:00、UTC+02:00（夏令时）。

## 行政
费拉勒莱蒙塔涅的邮政编码为34210，INSEE市镇编码为34098。

## 政治
费拉勒莱蒙塔涅所属的省级选区为圣庞斯德托米耶尔县。

## 人口

1962-2008年间费拉勒莱蒙塔涅人口变化图示

费拉勒莱蒙塔涅于2022年1月1日时的人口数量为147人。